# Black-Eyed
Ne doit pas être confondu avec The Black Eyed Peas.
Singles de Placebo
Special K The Bitter End
Black-Eyed est une chanson du groupe de rock Placebo. C'est la sixième piste de l'album Black Market Music. Il s'agit du quatrième single de l'album.
Le texte parle d'une jeune personne qui, tiraillée par ses problèmes familiaux, cherche sa personnalité et prend la résolution de se prendre en main, de sortir de sa marginalité.
Comme l'explique Brian Molko lui-même : « Black Eyed parle d'un moment de ta vie où il faut que t'arrêtes de te plaindre d'être un raté, que tu as des problèmes avec tes parents, et où il faut prendre ses responsabilités : c'est ça devenir un adulte. »
Black-Eyed apparaît dans la bande originale du film allemand Engel & Joe qui raconte l'histoire d'un jeune couple de punks. Le clip vidéo de Black-Eyed, réalisé par Vanessa Jopp, mêle des scènes de ce long métrage et une prestation live de Black-Eyed : Brian Molko remarque Engel et Joe dans le public, ceux-ci enfoncent alors le corridor de sécurité pour rencontrer le groupe.

## Liste des titres du single
1. Black-Eyed
2. Pure Morning (MBV Remix)
3. Black-Eyed (Le Vibrator Mix)